# Barreira (Leiria)
Pour les articles homonymes, voir Barreira.
Barreira est une freguesia urbaine de la ville de leiria portugaise située dans le District de Leiria.
Avec une superficie de 11,76 km2 et une population de 3 301 habitants (2001), la paroisse possède une densité de 280,7 hab/km2.